# René Sommer
René Sommer (1951 - 5 de octubre de 2009) fue un inventor y programador informático suizo, acreditado como co-inventor del ratón de la computadora.
Junto con el profesor Jean-Daniel Nicoud y André Guignard, Sommer ayudó a inventar el mouse de la computadora en el Instituto Federal Suizo de Tecnología en Lausana. Sommer fue acreditado por hacer que el mouse fuera "más inteligente" al agregar un microprocesador al diseño del mouse en 1985.
Sommer murió el 5 de octubre de 2009 en Saint-Légier, Vaud, Suiza, a la edad de 58 años.
Logitech, que fabricó el ratón original, llamó a Sommer un "ingeniero brillante y apasionado" en reacción a su muerte.